# Malaicoccus takahashii
Malaicoccus takahashii är en insektsart som beskrevs av Williams D. J. 1978. Malaicoccus takahashii ingår i släktet Malaicoccus och familjen ullsköldlöss. Inga underarter finns listade i Catalogue of Life.